# Ынталы (Келесский район)
Ынталы (каз. Ынталы, до 2002 г. — Фрунзе) — село в Келесском районе Туркестанской области Казахстана. Входит в состав Ошактинского сельского округа. Код КАТО — 515477900.

## Население
В 1999 году население села составляло 85 человек (47 мужчин и 38 женщин). По данным переписи 2009 года, в селе проживали 54 человека (29 мужчин и 25 женщин).